# Eshlaq
Eshlaq (persiska: اشلق, Īshlaq) är en ort i Iran.   Den ligger i provinsen Östazarbaijan, i den nordvästra delen av landet, 400 km nordväst om huvudstaden Teheran. Eshlaq ligger 1 582 meter över havet och antalet invånare är 461.
Terrängen runt Eshlaq är kuperad, och sluttar söderut. Runt Eshlaq är det ganska glesbefolkat, med 40 invånare per kvadratkilometer. Närmaste större samhälle är Tark, 13,1 km öster om Eshlaq. Trakten runt Eshlaq består i huvudsak av gräsmarker.